# Dita Parlo
Dita Parlo (4 de septiembre de 1908 - 13 de diciembre de 1971) fue una actriz cinematográfica alemana.

## Biografía
Registrada al nacer con el nombre de Grethe Gerda Kornstädt en Stettin, Pomerania (hoy Szczecin, Polonia), hizo su primera aparición en el cine con la película Homecoming en 1928, gracias a la cual se convirtió en una actriz de gran éxito en Alemania.
En los años 30 compaginó películas en lengua alemana y francesa, cosechando éxitos en películas como L'Atalante y La gran ilusión.[cita requerida]
Tras este gran éxito en el cine europeo, intentó triunfar también en Hollywood pero, a pesar de algunos papeles en películas norteamericanas, no consiguió el éxito esperado. Estuvo a punto de aparecer en una película con Orson Welles, pero este proyecto no se llevó a cabo finalmente. Al estallar la Segunda Guerra Mundial, Parlo regresó a Alemania y apareció en sólo tres películas más, la última de ellas en 1965.[cita requerida]

## Filmografía parcial
- Homecoming, 1928, como Anna.
- L'Atalante, 1934, como Juliette.
- Rapt, 1934, como Elsi.
- La gran ilusión, 1937, como Elsa.
- El correo de Lyon, 1937, como Mina Lesurques.
- Bajo órdenes secretas, 1937, como la doctora Anne-Marie Lesser.
- The Queen of Spades, 1965, como la Condesa Anna Fedorovna.

## Influencias
La cantante Madonna llamó 'Dita' al personaje que creó para su libro Sex y su álbum Erotica, supuestamente influida por Parlo, tras verla en la película L'Atalante.
Dita Von Teese, modelo érotica y bailarina de burlesque, también tomó su nombre tras verla en una película.